# Bạo lực tôn giáo

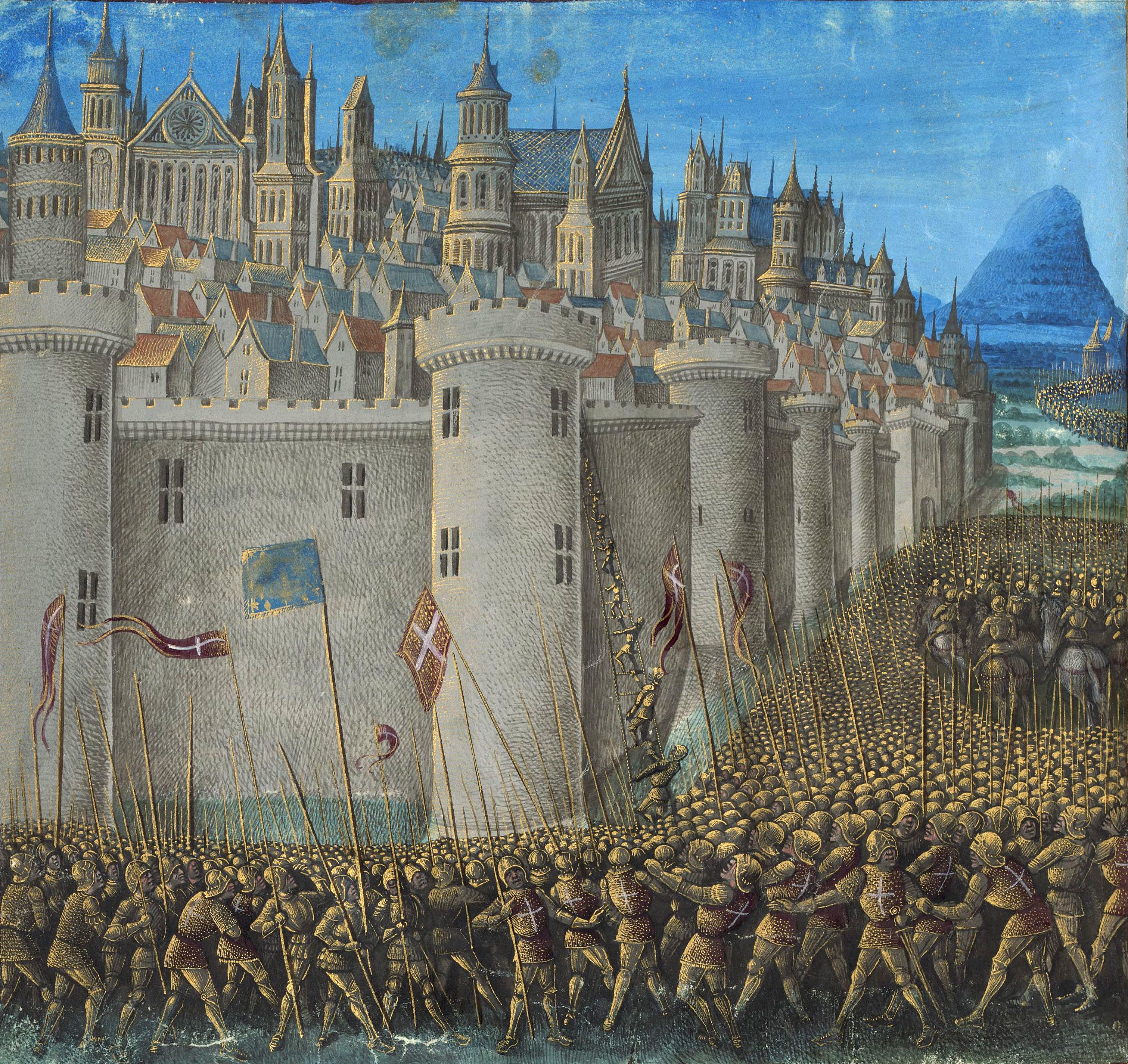
Các cuộc Thập Tự Chinh là một loạt các chiến dịch quân sự chiến đấu chủ yếu giữa Công giáo La Mã châu Âu và Hồi giáo. Trên đây là một cảnh chiến đấu của cuộc Thập tự chinh đầu tiên.

Bạo lực tôn giáo là một thuật ngữ bao gồm các hiện tượng trong đó tôn giáo là chủ thể hoặc đối tượng của hành vi bạo lực. Bạo lực tôn giáo là bạo lực được thúc đẩy bởi, hoặc phản ứng với giới luật tôn giáo, văn bản hoặc học thuyết của một mục tiêu hoặc kẻ tấn công. Nó bao gồm bạo lực chống lại các tổ chức tôn giáo, con người, đồ vật hoặc sự kiện. Bạo lực tôn giáo không chỉ đề cập đến các hành vi của các nhóm tôn giáo, mà bao gồm các hành vi chống lại các nhóm tôn giáo.
"Bạo lực" là một khái niệm rất rộng, rất khó định nghĩa vì nó được sử dụng trên các đối tượng con người và không phải con người. Hơn nữa, thuật ngữ này có thể biểu thị một loạt các trải nghiệm như đổ máu, tổn hại về thể chất, chống lại tự do cá nhân, hành vi hoặc ngôn ngữ đam mê hoặc cảm xúc như giận dữ và nhiệt tình.
"Tôn giáo" là một khái niệm phương Tây hiện đại, phức tạp và có vấn đề. Mặc dù không có sự đồng thuận về mặt học thuật đối với khái niệm tôn giáo,  nói chung, tôn giáo ngày nay được quan niệm là một sự trừu tượng đòi hỏi niềm tin, giáo lý và các địa điểm linh thiêng. Mối liên hệ giữa niềm tin và hành vi tôn giáo là có vấn đề. Nhiều thập kỷ nghiên cứu về nhân chủng học, xã hội học và tâm lý học đã chỉ ra rằng giả định rằng các hành vi đi theo trực tiếp từ niềm tin và giá trị tôn giáo là sai bởi vì các ý tưởng tôn giáo của mọi người bị phân mảnh, kết nối lỏng lẻo và phụ thuộc vào bối cảnh giống như trong tất cả các lĩnh vực khác của văn hóa và đời sống. Nói chung, các tôn giáo, các hệ thống đạo đức và xã hội hiếm khi thúc đẩy bạo lực như là sự chấm dứt của chính nó vì bạo lực là không mong muốn trên toàn cầu. Đồng thời, có một sự căng thẳng phổ biến giữa mong muốn chung là tránh bạo lực và chấp nhận sử dụng bạo lực một cách chính đáng để ngăn chặn một "tội ác lớn hơn" đã thẩm thấu vào mọi nền văn hóa.
Bạo lực tôn giáo, giống như tất cả các loại bạo lực, là một quá trình văn hóa phụ thuộc vào bối cảnh và rất phức tạp. Sự đơn giản hóa "tôn giáo" và "bạo lực" thường dẫn đến những hiểu biết sai lầm về nguyên nhân tại sao một số người thực hiện hành vi bạo lực và tại sao hầu hết mọi người không thực hiện hành vi đó ngay từ đầu. Bạo lực được duy trì vì nhiều lý do ý thức hệ và tôn giáo nói chung chỉ là một trong nhiều yếu tố chính trị xã hội có thể dẫn đến tình trạng bất ổn. Các nghiên cứu về các trường hợp được cho là bạo lực tôn giáo thường kết luận rằng bạo lực được thúc đẩy mạnh mẽ bởi sự thù địch của sắc tộc hơn là bởi thế giới quan tôn giáo. Gần đây, các học giả đã đặt câu hỏi về chính khái niệm "bạo lực tôn giáo" và mức độ mà các khía cạnh tôn giáo, chính trị, kinh tế hoặc sắc tộc của một cuộc xung đột thậm chí còn có ý nghĩa. Một số người quan sát rằng chính khái niệm "tôn giáo" là một phát minh hiện đại và không phải là thứ mang tính lịch sử hay phổ quát giữa các nền văn hóa, khiến "bạo lực tôn giáo" trở thành một huyền thoại hiện đại.  Vì tất cả các trường hợp bạo lực bao gồm các khía cạnh xã hội, chính trị và kinh tế; không có sự đồng thuận về các định nghĩa về "tôn giáo" và không có cách nào để cô lập "tôn giáo" với phần còn lại của các khía cạnh động lực có khả năng hơn, không chính xác để gắn nhãn cho bất kỳ sự kiện bạo lực nào là "tôn giáo". Vô số trường hợp được cho là có hành vi bạo lực tôn giáo như Chiến tranh ba mươi năm, Chiến tranh tôn giáo Pháp, xung đột Tin lành-Công giáo ở Ireland, Nội chiến Sri Lanka, Sự kiện 9/11 và các cuộc tấn công khủng bố khác, Chiến tranh Bosnia và Nội chiến Rwanda chủ yếu được thúc đẩy bởi các vấn đề xã hội, chính trị và kinh tế hơn là tôn giáo.